# Edward River (Murray River)
Der Edward River ist ein Fluss im Südwesten der Region Riverina im Süden des australischen Bundesstaates New South Wales. Er ist ein nördlicher Seitenarm des Murray River.

## Cadell Fault
Vor ca. 25.000 Jahren entstand eine in Nord-Süd-Richtung verlaufende Erdfalte im Gebiet zwischen den heutigen Städten Echuca und Deniliquin, die den Murray River in seinem Lauf nach Westen hinderte. So floss der Murray River im Norden um die Erdfalte herum und schuf das Bett des heutigen Edward River. Der Goulburn River wurde ebenfalls aufgestaut und bildete einen See. Später durchbrachen die Wasser dieses Sees die Erdfalte und liefen über das alte Bett des Goulburn River ab. Der Murray River schloss sich diesem Lauf an, wodurch sein heutiges Bett entstand. Etwa 1/3 des Wassers des Murray River läuft nun durch das alte Flussbett des Goulburn River (das das neue des Murray River ist), während 2/3 über den Edward River abfließen.

## Flusslauf
Der Fluss zweigt in Picnic Point als Folge der Cadell Fault vom Murray River nach Norden ab und fließt durch den Eukalyptuswald nach Deniliquin. Dort wendet er seinen Lauf nach Nordwesten, parallel zum Murray River. Er verläuft durch Buschland bis zur Kleinstadt Kyalite, wo der Wakool River in ihn mündet. Etwa 15 Kilometer weiter westlich, bei Haysdale, trifft er wieder auf den Hauptarm des Murray River.